# Strzelectwo na Letniej Uniwersjadzie 2007 – pistolet szybkostrzelny 25 metrów mężczyzn drużynowo
Zawody strzeleckie w konkurencji "pistolet szybkostrzelny 25 metrów mężczyzn drużynowo" odbyły się 11 sierpnia na obiekcie Shooting Range w Bangkoku.
Złoto wywalczyli Rosjanie. Srebro zdobyli Koreańczycy, zaś brąz przypadł Kazachom.
Rosjanie wynikiem 1716 punkty ustanowili nowy rekord uniwersjady.

## Wyniki
| Rk. | Kraj                                                                  | Punkty |
| 1   | Rosja Leonid Ekimov Ivan Stukachev Gleb Rodin                         | 1716   |
| 2   | Korea Południowa Kim Dae-yoong Oh Chang-yoon Kang Yung-chul           | 1694   |
| 3   | Kazachstan Vladimir Issachenko Sergey Vokhmyanin Aleksandr Vokhmyanin | 1674   |
| 4   | Tajlandia Pongpol Kulchairattana Pruet Sriyaphan Sriyanon Karndee     | 1641   |
| 5   | Ukraina Ivan Bidnyak Dmitriy Lutsaka Oleksandr Zaytsev                | 1639   |